# Elizabeth Anne Gard'ner
Elizabeth Anne Gard'ner, född 1858, död 1926, var en nyzeeländsk hushållslärare. Hon betraktas som Nya Zeelands pionjär i hemkunskapsundervisningen. 
Elizabeth Anne Milne föddes i den 24 december 1858 in Allerum i Sverige som dotter till Elizabeth Price från Skottland och Henry Alexander Milne från England, som ägde en kvarn vid Virum gård utanför Kalmar. Hon ska ha fått sina kunskaper inom hemkunskap i Sverige. 
Hon gifte sig med den engelskfödde ingenjören Richard Gard'ner (död 1898) i Göteborg 28 december 1880. Part bosatte sig i Australien och från 1887 i Nya Zeeland. När maken insjuknade och tvingades pensionera sig fick hon försörja familjen själv. 
År 1894 grundade Canterbury Women's Institute en hushållsskola i Christchurch, School of Domestic Instruction, och Gard'ner blev då dess föreståndare och rektor. Skolan undervisade i ämnen som matlagning, tvättning och klädsömnad, något som ansågs passa för kvinnliga studenter som kunde lära sig att antingen försörja sig på att arbeta i hushåll eller övervaka att deras hushållspersonal skötte sina uppgifter rätt, men i praktiken tog skolan också emot manliga studenter som behövde kunna utföra hushållssysslor i egenskap av nybyggare trots att den samtida könsrollen dikterade att män inte skulle utföra hushållsysslor. 
Gard'ner betraktas som pionjären för hushållskunskap på Nya Zeeland. Hon höll lektioner i grundskolorna och utbildade de första lärarna i hemkunskap. Som auktoritet i ett nytt ämne fick hon inflytande bland myndigheterna. Hon beskrivs som lång och värdig, ömsint och mjuk men med en naturlig auktoritet.
När Christchurch Technical College öppnade 1907 samamnsmälte det med School of Domestic Instruction, som blev dess avdelning i hushållsvetenskap med Gard'ner som dess professor. På hennes förslag öppnades 1913 Girls' Training Hostel för kvinnliga elever i hemkunskap, med Gard'ner som dess rektor. 
Gard'ner avslutade sitt yrkesliv 1916 och bosatte sig då i Clifton. Hon utgav New Zealand domestic cookery book med Alice Harman, samt Recipes for use in school cookery classes.
Elizabeth Gard'ner avled i Christchurch 5 juni 1926.  